# نادر رجب‌پور
نادر رجب‌پور (زاده ۱۳ اسفند ۱۳۳۱، تهران) بازیگر، سینما و تلویزیون است.

## زندگی‌نامه
او پس از دریافت مدرک فوق دیپلم هنر وارد عرصه هنر شد و فعالیت خود را در زمینه کارهای سینمایی، تلویزیونی و تئاتری آغاز نمود. او به موازات حرفه بازیگری، در چندین پروژهٔ سینمایی و تئاتری مسئولیت طراحی حرکات موزون را نیز به عهده داشته‌است.

## فیلمشناسی

### سینمایی
1. عشق فیلم (۱۳۸۱)
2. مسافر ری (۱۳۷۹)
3. تلفن (۱۳۷۸)
4. طالع سعد (۱۳۷۴)
5. کیمیا (۱۳۷۳)
6. هبوط (۱۳۷۲)
7. بازیچه (۱۳۷۱)
8. سارا (۱۳۷۱)
9. مخترع ۲۰۰۱ (۱۳۷۰)
10. ابلیس (۱۳۶۹)
11. سایه خیال (۱۳۶۹)
12. شنگول و منگول (۱۳۶۸)
13. هامون (۱۳۶۸)
14. مردی که موش شد (۱۳۶۴)
15. صاعقه (۱۳۶۳)

### تلویزیونی
1. سربداران (مجموعه تلویزیونی)
2. امام علی (مجموعه تلویزیونی)
3. فردا آفتابی است
4. طاغوت (مجموعه تلویزیونی)
5. تنهاترین سردار